# Підщепа
Підще́па (англ. rootstock) — нижня частина плодової рослини насіннєвого або вегетативного походження, на якій проводиться щеплення.